# Louder!
Louder! es el álbum debut de la cantante y compositora mexicana Sofía Reyes. Fue lanzado el 3 de febrero de 2017 por Warner Music Latina. El lanzamiento del álbum fue precedido por el lanzamiento de los sencillos "Muévelo", "Conmigo (Rest of Your Life)", "Solo yo" y "Llegaste tú". El álbum fue originalmente programado para ser lanzado a principios de 2015, sin embargo, se retrasó por razones desconocidas.

## Antecedentes
Después de firmar con D'Leon Records en junio de 2014, Reyes lanzó su sencillo debut "Muévelo" y programó el lanzamiento de su primer álbum para principios de 2015. Desde esa fecha hasta enero de 2017, la cantante lanzó tres sencillos más, un sencillo promocional y apareció en "How to Love" y "Diggy" de Spencer Ludwig. En noviembre de 2016, se anunció que el álbum debut de Reyes debía ser titulado "Louder!" y que sería lanzado en febrero de 2017.

## Sencillos
El sencillo debut de Reyes "Muévelo" fue lanzado el 22 de agosto de 2014 y ofreció voces invitadas del rapero puertorriqueño Wisin. Reyes coescribió el "himno del club nocturno" con Wisin, Toby Gad, Lil' Eddie, Eritza Laues, Marissa Jack y Slikk. La canción se posicionó en el número 25 en el Billboard Hot Latin Songs y en el número 18 en el México Airplay. En España, alcanzó su punto máximo en el número 13 y fue certificado platino.
"Conmigo (Rest of Your Life)" fue lanzado como el segundo sencillo del álbum a principios de 2015. La canción ha sido descrita como "un disco pop, bilingüe y alegre con una sensibilidad R&B" y fue escrito y producido por el cantante rumano Smiley, Nuyorican Lil' Eddie y Reyes.
El tercer sencillo, "Solo yo", que cuenta con el cantante estadounidense Prince Royce, fue lanzado el 28 de enero de 2016. Con "Solo Yo", Reyes se convirtió en la primera artista solista femenina principal en alcanzar el puesto número 1 en la lista de Billboard Latin Pop Songs en cinco años. La última vez que una mujer coronó el gráfico fue en 2011 cuando Jennifer López pasó cinco semanas en la cima de la tabla con "Ven a Bailar". Una versión en inglés de la canción titulada "Nobody But Me" fue lanzado el 3 de marzo de 2016.
El 21 de octubre de 2016, Reyes lanzó "Llegaste Tú" con Reykon como el cuarto sencillo del álbum.

### Sencillos promocionales
"Louder! (Love Is Loud)", con el artista canadiense Francesco Yates y el trompetista Spencer Ludwig, fue lanzado como sencillo promocional el 2 de septiembre de 2016. El "optimista y enérgico tema Spanglish" fue el tema para Garnier Fructis Mexico #NoCortes campaña.

## Lista de canciones
| Louder! |                                                                         |                                                                                               |               |          |  |
| N.º     | Título                                                                  | Escritor(es)                                                                                  | Productor(es) | Duración |  |
| 1.      | «Muévelo» (featuring Wisin)                                             | Sofía Reyes Tobias Gad Marissa Jack Eritza Laues Juan Luis Morera Rickey Offord Edwin Serrano |               | 3:32     |  |
| 2.      | «De Aquí a la Luna»                                                     | Reyes Julian Feifel Shari Lynn Short Hilton "Deuce" Wright II                                 |               | 3:09     |  |
| 3.      | «Solo yo» (con Prince Royce)                                            | Reyes Scott Effman Lukas Nathansson Bostroem Taylor Parks                                     |               | 4:08     |  |
| 4.      | «Don't Mean a Thing»                                                    |                                                                                               |               | 3:14     |  |
| 5.      | «Your Voice»                                                            |                                                                                               |               | 3:30     |  |
| 6.      | «Puedes Ver Pero No Tocar»                                              | Reyes Feifel Short Wright                                                                     |               | 3:29     |  |
| 7.      | «Louder! (Love Is Loud)» (featuring Francesco Yates and Spencer Ludwig) | Reyes Roman Balleza Effman Charlie Guerrero Spencer Ludwig                                    |               | 3:16     |  |
| 8.      | «Llegaste Tú» (featuring Reykon)                                        |                                                                                               |               | 3:45     |  |
| 9.      | «Conmigo (Rest of Your Life)»                                           | Reyes Julian Feifel Andrei Mihai Serrano                                                      |               | 3:18     |  |
| 10.     | «Girls» (featuring Wisin)                                               |                                                                                               |               | 2:56     |  |
| 11.     | «Paraíso»                                                               |                                                                                               |               | 3:07     |  |
| 12.     | «How to Love» (Cash Cash featuring Sofía Reyes)                         | Samuel Frisch Alex Makhlouf Jean Paul Makhlouf Jennifer Decilveo Ilsey Juber                  | Cash Cash     | 3:39     |  |